# Pouillé-les-Côteaux

Localització de Pouillé-les-Côteaux

Pouillé-les-Côteaux (en bretó Paolig-Ar-Rozioù) és un municipi francès, situat a la regió de país del Loira, al departament de Loira Atlàntic, que històricament va formar part de la Bretanya. L'any 2006 tenia 792 habitants. Limita amb Pannecé al nord, Maumusson a l'est, La Roche-Blanche al sud, Mésanger al sud-oest.

## Demografia
| 1962                                       | 1968 | 1975 | 1982 | 1990 | 1999 |
| ------------------------------------------ | ---- | ---- | ---- | ---- | ---- |
| 568                                        | 570  | 515  | 561  | 672  | 698  |
| Des de 1962: població sense dobles comptes |      |      |      |      |      |

## Administració
| Període   | Identitat       | Partit |
| --------- | --------------- | ------ |
| 2001-2008 | Guy Ploquin     |        |
| 2008-     | Laurent Mercier |        |